# Garsa verda de Borneo
La garsa verda de Borneo (Cissa jefferyi) és un ocell de la família dels còrvids (Corvidae).

## Hàbitat i distribució
Habita els boscos espesos de les muntanyes del nord de Borneo.